# Abraxas impunctifasciata
Abraxas impunctifasciata är en fjärilsart som beskrevs av Auslow 1918. Abraxas impunctifasciata ingår i släktet Abraxas och familjen mätare. Inga underarter finns listade i Catalogue of Life.